# George Eighmey
George V. Eighmey (phát âm /ˈeɪmi/; sinh ngày 3 tháng 5 năm 1941), là một chính khách người Mỹ, từng là thành viên của Hạ viện Oregon. Ông phục vụ từ năm 1993 đến 1999. Trong thời gian ở Hạ viện Oregon, ông là người ủng hộ Đạo luật Tử thần với Nhân phẩm, được thông qua năm 1994 sau một cuộc bỏ phiếu toàn tiểu bang. Eighmey cũng là người đồng tính nam công khai đầu tiên được bầu vào Cơ quan lập pháp Oregon khi ông giành chiến thắng trong cuộc bầu cử năm 1994. Ông là cựu giám đốc của Compassion & Choices của Oregon và một thành viên hội đồng hiện tại với Trung tâm Quốc gia Death with Dignity.
Eighmey theo học tại Đại học Illinois, lấy bằng cử nhân khoa học và tiến sĩ luật học. Ông là một luật sư chuyên nghiệp và cũng phục vụ trong Không quân Hoa Kỳ một thời gian ngắn trong những năm 1960. Ông đã nghỉ hưu năm 2010.